# Diecezja San Roque de Presidencia Roque Sáenz Peña
Diecezja San Roque de Presidencia Roque Sáenz Peña (łac. Dioecesis Sancti Rochi) – diecezja Kościoła rzymskokatolickiego w Argentynie, sufragania archidiecezji Resistencia.

## Historia
12 sierpnia 1963 roku papież Paweł VI bullą Supremum Ecclesiae erygował diecezję Presidencia Roque Sáenz Peña. Dotychczas wierni z tym terenów należeli do diecezji (obecnie archidiecezji) Resistencia.
28 lutego 1992 roku nazwa diecezji została zmieniona na San Roque de Presidencia Roque Sáenz Peña.

## Ordynariusze

### Biskupi Presidencia Roque Sáenz Peña
- Ítalo Severino Di Stéfano (1963–1980)
- Abelardo Francisco Silva (1981–1992)

### Biskupi San Roque de Presidencia Roque Sáenz Peña
- A belardo Francisco Silva (1992–1994)
- José Lorenzo Sartori (1994–2008)
- Hugo Barbaro (od 2008)